# Золотолицый тиарис
Золотолицый тиарис (лат. Tiaris olivaceus) — вид воробьиных птиц из семейства танагровых. Единственный представитель рода Tiaris. Выделяют пять подвидов. Распространены в Центральной и Южной Америке, и на Карибских островах.

## Описание
Золотолицый тиарис достигает длины 10—10,7 см и массы 8—10 г. Выражен половой диморфизм. У взрослых самцов спина оливково-зелёная; лицо и грудь чёрные. Горло, надбровные дуги и пятна за глазом ярко-жёлтые. Остальная нижняя часть тела серовато-оливкового цвета. Конический клюв и глаза тёмные, ноги серые. 

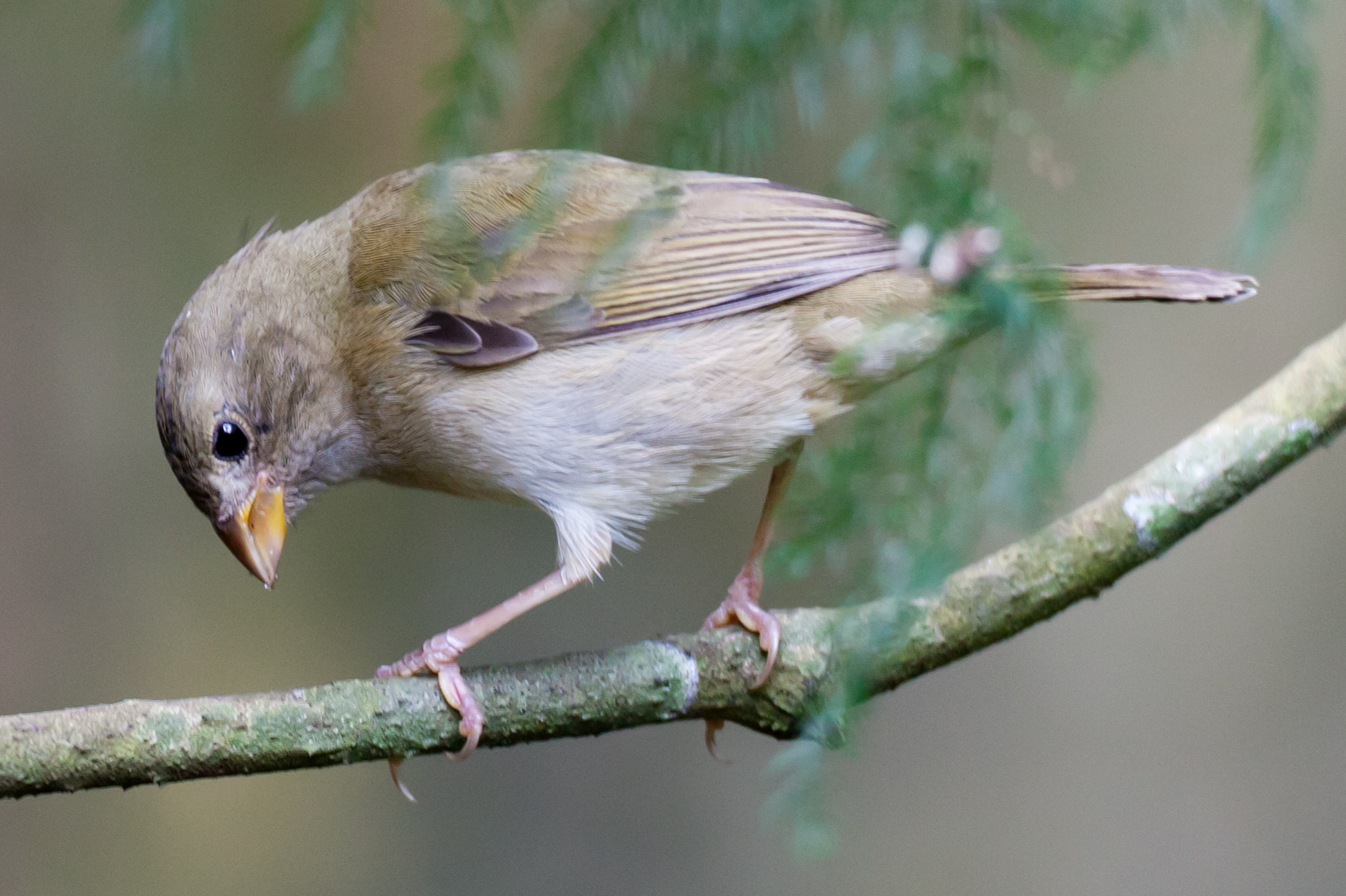
Самка

Взрослые самки в среднем немного меньше самцов. Верхняя часть тела тускло-оливково-зеленая, нижняя — бледно-серая, на груди могут быть тёмные пятна. Жёлтый рисунок на лице гораздо слабее и тусклее и может быть почти незаметен. Нижняя часть клюва светло-серая. Молодые особи окрашены в основном так же, как взрослые самки, но более тусклые и серые. Молодые самцы начинают приобретать полноценное взрослое оперение в первый год жизни.

## Подвиды
Выделяют пять подвидов:
- Tiaris olivaceus pusillus Swainson, 1827 – от востока Мексики до Эквадора и Венесуэлы
- Tiaris olivaceus intermedius (Ridgway, 1885) – остров Косумель (у берегов юго-востока Мексики)
- Tiaris olivaceus ravidus Wetmore, 1957 – остров Койба (у берегов юга Панамы)
- Tiaris olivaceus olivaceus (Linnaeus, 1766) – номинативный подвид; Куба (включая остров Хувентуд), Каймановы острова, острова Ямайка и Гаити
- Tiaris olivaceus bryanti (Ridgway, 1898) – Пуэрто-Рико и близлежащие острова